# Kátya Chamma
Kátya Chamma   (Brasília, 19 d'agost de 1961) nom artístic de Kátya Pujals Chamma, és una compositora, cantant, poeta, cronista i productora cultural brasilera.

## Trajectòria artística
De la primera generació d'artistes de Brasília, actuava en els principals teatres, xous i esdeveniments de Brasília i en altres estats brasilers. Guanyà en algun festival de música, entre aquests el 1r festival de MPB de Brasília. Ha aparegut en programes de ràdio i TV, i en jingles propagats en els mitjans.
- En la dècada de 1990 produí i presentà el programa de televisió Capital Destaque, programa d'entrevistes amb vessant cultural.
- L'any 2000 col·laborà en el xou musical de Roberto Menescal i Wanda Sá, a Brasília, Brasil.
- El 2003 llança el CD Katya Chamma, amb participació especial de Roberto Menescal.
- El 2005 publica el llibre Dança de espelhos (Dansa despills), amb cròniques i haikus.
- El 2006 el Jornal das Gravadoras assenyala Katya Chamma com una dels majors exponents de la música independent brasilera i exemple d'art independent (ed. 106).

En aquest mateix any, Katya Chamma és incorporada al Diccionari Houaiss Il·lustrat de Música Popular Brasilera.
- Al 2010, fa la primera edició del seu "Projecte Gallera Rock", dirigit a la difusió de l'art i l'escena de la música independent, promovent espectacles de bandes i artistes joves amb concerts, festivals i mostres populars. El projecte, produït per ella, desenvolupa un circuit alternatiu per al llançament d'una nova generació de talents.
- Al 2011 participa en el CD recopilatori "News From Brasil", publicat per Sonarts Discogràfica.

També al 2011, puja a l'escenari brasilià la 2a edició del projecte "Gallera Rock".
En el mateix any, entra en l'Acadèmia de Lletres de Taguatinga.
- Al 2012, el seu projecte "Gallera Rock" fa la 3a edició, i honora els artistes que estigueren presents en les tres edicions del projecte amb el títol "Gallera Rock Star".
- A principis del 2013, amb motiu de la festa d'aniversari de Clube Caiubi de Compositors, l'artista en rep la Medalla d'Honor.

Al setembre de 2013 participa en el CD recopilatori "A Nova MPB, vol.1", publicat pel Clube Caiubi.
Al novembre de 2013 participa en el CD recopilatori "A Nova MPB, vol. 2", publicat per Clube Caiubi de Compositors.
Al desembre de 2013, porta a l'escenari brasilià la quarta edició del seu "Projecte Gallera Rock".
Al mateix any, entra en l'Acadèmia de Lletres de Brasil.
- Al 2014, el seu projecte "Gallera Rock" fa la 5a edició i es consolida com un projecte cultural actiu en l'escena de la música alternativa.

Katya Chamma rep el premi "Títol Paul Harris" de Rotary International.
El seu llibre No tempo das romãs ('En el temps de les magranes') s'edita al 2017.

## Discografia
- 2003 - Katya Chamma (àlbum).
- 2011 - News From Brazil - Sonarts Discogràfica - Collection.
- 2013 - A Nova MPB, vol.1 - Clube Caiubi.
- 2013 - A Nova MPB, vol.2 - Clube Caiubi.

## Obra literària
- Chamma, Katya. Dança de Espelhos - Zarabatana e outros poemas.  Brasilia: Independente, 2005.
- Varios Autores. Letristas Em Cena - Coletânea. Clube Caiubi de Compositores.  Piracicaba: Editora Sotaques, 2013.

## Altres fonts
- Amaral, Euclides. Alguns Aspectos Da MPB.  Rio de Janeiro: Esteio Editora. Biblioteca Nacional/Registro: 433.708, 2010.
- ALBIN, Ricardo Cravo. Dicionário Houaiss Ilustrado Música Popular Brasileira.  Rio de Janeiro: Instituto Antônio Houaiss, Instituto Cultural Cravo Albin e Editora Paracatu, 2006.